# Pusté Jakartice
Pusté Jakartice  (německy Klingenbeutel, příp. Wüst Jakartitz und Klingebeutel, polsky Puste Jakarcice) je malá vesnice, evidenční část okresního statutárního města Opavy, součást samosprávné městské části Malé Hoštice, s níž sdílí i katastrální území Malé Hoštice. Nachází se na severovýchodě Opavy, necelých 5 km od centra města. Prochází zde silnice I/46. V roce 2009 zde bylo evidováno 18 adres. V roce 2001 zde trvale žilo 76 obyvatel.

## Historie
Pusté Jakartice mají svůj původ stejně jako Malé Hoštice ve 13. století. Jakart z Opavy, budoucí zakladatel Jakartic, koupil před rokem 1222 od Oty z Ratiboře a od jiného Jakarta dva lány nedaleko od Opavy, které však postoupil markrabí moravskému Vladislavovi Jindřichovi. Ten je zase přenechal opatovi velehradského kláštera Žibertovi, což je doloženo listinou z 25. ledna 1222. Opat Žibert vrátil již známému Jakartovi z Opavy dva lány zpět za to, že bude jeho manem – tedy služebníkem. Jakartovi dědici si tak ves mohli ponechat, začež platili klášteru roční poplatek a byli mu patrně i zavázáni vojenskou pomocí. Po vymření rodu měla vesnice podle smlouvy opět připadnout klášteru. Ve výše zmíněném majestátu Přemysla Otakara II. z roku 1270 se v seznamu vesnic objevují i Malé Jakartice/Ekartice – „Minus Ekhartowiz“.
Zatímco byly Malé Hoštice rozděleny mezi vícero pánů, Malým Ekarticím a jejich obyvatelům se patrně nevedlo dobře. Kolem roku 1472 byly opuštěny a ještě zpráva z roku 1560 hovoří o pusté vsi „Malých Ekarticích“. Jiný názor praví, že zpustly až po roce 1559, kdy zde zanikl domnělý místní klášter patřící řádu klarisek. Na základě těchto historických událostí nejspíše vznikl pozdější název obce Pusté Jakartice. Lidovému původu názvu napovídá i charakteristika z pera V. Praska, jenž se zabýval místními názvy v regionu (r. 1889): „Lid říká té osadě, při níž celnice zvaná Klingenbeutel stojí, Pusté Jakartice“.